# Municipio de Concord (condado de San Luis)
El municipio de Concord (en inglés: Concord Township) es un municipio ubicado en el condado de San Luis en el estado estadounidense de Misuri. En el año 2010 tenía una población de 36693 habitantes y una densidad poblacional de 1.385,14 personas por km².

## Geografía
El municipio de Concord se encuentra ubicado en las coordenadas 38°31′59″N 90°20′34″O / 38.53306, -90.34278. Según la Oficina del Censo de los Estados Unidos, el municipio tiene una superficie total de 26.49 km², de la cual 26.49 km² corresponden a tierra firme y (0%) 0 km² es agua.

## Demografía
Según el censo de 2010, había 36693 personas residiendo en el municipio de Concord. La densidad de población era de 1.385,14 hab./km². De los 36693 habitantes, el municipio de Concord estaba compuesto por el 94.1% blancos, el 1.23% eran afroamericanos, el 0.19% eran amerindios, el 2.62% eran asiáticos, el 0.02% eran isleños del Pacífico, el 0.34% eran de otras razas y el 1.51% pertenecían a dos o más razas. Del total de la población el 1.72% eran hispanos o latinos de cualquier raza.